# Daan (stad)
Daan (Da'an) is een Chinese stad in de provincie Jilin.  Het ligt aan de rivier de Heilong Jiang, ca. 30 km ten westen van het punt waar deze rivier zich splitst in de rivier de Song Hua, zo'n 200 km ten westen van Harbin heeft een geschatte bevolking van 93.741 (2006).